# Radio Swiss Pop
Radio Swiss Pop est une radio du service public de Swiss Satellite Radio, une division de la Société suisse de radiodiffusion et télévision. 
Elle diffuse exclusivement de la musique[réf. souhaitée], en particulier la pop des 30 dernières années[réf. souhaitée]. La radio n’a pas des annonceurs et les chansons sont séparées par des jingles[réf. souhaitée].

## Identité visuelle

Logo de Radio Swiss Pop de 2001 au 12 septembre 2014
Logo de Radio Swiss Pop depuis le 12 septembre 2014